# (2061) Anza
(2061) Anza es un asteroide perteneciente a los asteroides Amor descubierto por Henry Lee Giclas desde el Observatorio Lowell, en Flagstaff, Estados Unidos, el 22 de octubre de 1960.

## Designación y nombre
Anza se designó inicialmente como 1960 UA.
Más tarde fue nombrado en honor del militar novohispano Juan Bautista de Anza (1736-1788).

## Características orbitales
Anza está situado a una distancia media del Sol de 2,265 ua, pudiendo alejarse hasta 3,481 ua y acercarse hasta 1,049 ua. Su inclinación orbital es 3,773° y la excentricidad 0,537. Emplea en completar una órbita alrededor del Sol 1245 días.